# 让·布瓦特
让·布瓦特（法語：Jean Boiteux，1933年6月20日—2010年4月11日），法国男子游泳运动员，擅长自由泳。他曾参加1952年、1956年和1960年夏季奥运会游泳比赛，并在1952年赢得了男子400米自由泳金牌。

## 生平
2010年4月11日，他从自家花园里的树上掉下来后去世，享年76岁。

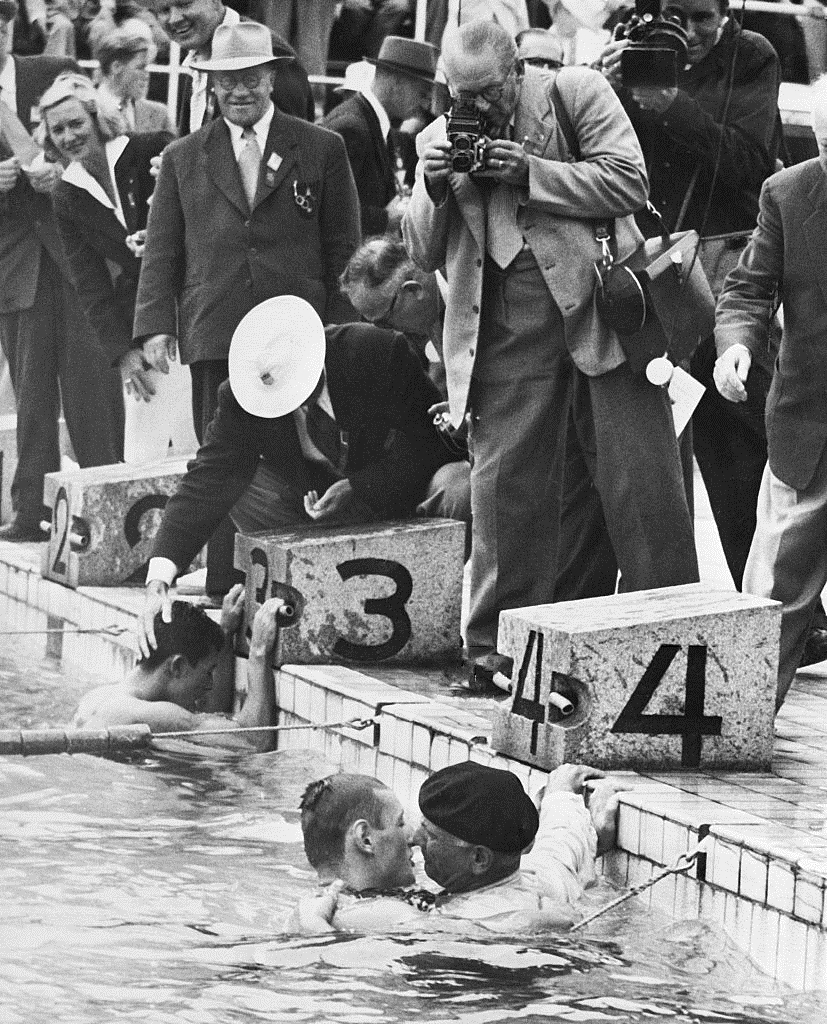
布瓦特与父亲于1952年奥运会

## 家庭
母亲Bienna Pélégry也是奥运游泳运动员。